# AST 리서치
AST 리서치(AST Research, Inc., 이후 AST 컴퓨터로 사업을 시작)는 개인용 컴퓨터 제조업체였다. 1980년 캘리포니아주 어바인 (캘리포니아주)에서 앨버트 웡, 사피 쿠레시, 토마스 유엔(Albert Wong, Safi Qureshey, Thomas Yuen)이 이름의 이니셜을 따서 설립했다. 1980년대에 AST는 추가 확장 카드를 설계했으며 1990년대에는 주요 개인용 컴퓨터 제조업체로 발전했다. AST는 1997년 삼성전자에 인수됐으나 잇따른 적자로 인해 1999년 사실상 폐업됐다.